# 유가사 (대구)
유가사는 대구광역시 달성군 유가읍 비슬산에 있는 조계종 사찰이다.

## 개요
절의 창건에 관하여 두 가지 이야기가 전해진다.
765~780년, 신라 혜공왕 때 창건되었다는 설과
827년, 신라 흥덕왕 2년에 도성(道成) 국사가 창건하였다는 설이 있다.
889년, 진성여왕 3년 탐잠(垣岑)이 중창하였으며,
1047년, 고려 문종 1년 학변(學卞)이, 중수하였으며,
1452년, 조선 문종 2년 일행(逸行)이 중수하였다.
사찰이 번성하였을 무렵 99개의 암자, 3천 명의 승려가 머물렀으며,
일연 스님도 한때 이곳에 기거했었다.
1592년, 조선 선조 25년 임진왜란 때 불에 탔다.
1682년, 조선 숙종 8년 도경(道瓊) 화상이 대웅전을 보수하였고,
1729년, 조선 영조 5년 취화(就和)와 파봉(巴峰)이,
1760년, 보월(寶月)이,
1776년, 밀암(密庵)이,
1797년, 낙암(洛巖)이 각각 중수 또는 중창한 바 있다.
1976년부터 대대적인 불사를 일으켜 오늘에 이른다.

## 유래
일연 스님은 가지산문(迦智山門)의 승려이다.
가지산문은 신라 말기 도의 선사가 전남 장흥군 가지산 보림사를 거점으로 일으킨 산문이다.
도의 선사는 우리나라 선종의 원조로 꼽힌다.
선종의 흐름은 고려시대 3대 종파 가운데 하나인 유가종으로 이어졌는데 여기에 일연스님이 있었다.
비슬산 자락에 있는 유가사나 유가사가 있는 지명인 유가면에서 자취를 느낄 수 있다.